# Pogostemon strigosus
Pogostemon strigosus là một loài thực vật có hoa trong họ Hoa môi. Loài này được (Benth.) Benth. miêu tả khoa học đầu tiên năm 1848.